# Achatinella juncea
Espèce
Statut CITES
Statut de conservation UICN

 EX  : Éteint
Achatinella juncea est une espèce éteinte d'escargots terrestres de la famille des Achatinellidae et qui était endémique d'Oahu dans l’archipel d'Hawaï.

## Description
Dans sa publication de 1852, Gulick indique que cette espèce mesure 16,5 mm de longueur pour 7,5 mm de largeur et en fait la description suivante : 

« Coquille senestre, imperforée, ovale allongée et acuminée, mince, brillante, finement striée, blanc neige ; apex légèrement aigu ; spire convexe et tourillonnée ; suture bordée, bien imprimée ; six spires, convexes ; columelle blanche, avec un léger pli torsadé près du spire du corps ; ouverture oblique, ovale, blanche à l'intérieur ; péristome modérément épaissi ; avec une marge externe légèrement élargie antérieurement, arquée, aiguë ; marge columellaire étroite, adnée ; marge pariétale très fine. »

## Statut de conservation
L'espèce Achatinella juncea est considérée comme éteinte par l’UICN.

## Systématique
Le nom valide complet (avec auteur) de ce taxon est Achatinella juncea Gulick (d), 1856,.
Achatinella juncea a pour synonyme :
- Achatinella (Achatinellastrum) juncea Gulick, 1856

### Publication originale
- (en + la) J. T. Gulick, « Descriptions of new species of Achatinella, from the Hawaiian islands », Annals of the Lyceum of Natural History of New York, États-Unis, vol. 6,‎ 1856, p. 173-230 (ISSN 0890-6564, e-ISSN 2374-8559, lire en ligne, consulté le 27 juillet 2025).